# 小阪風真
小阪 風真（こさか ふうま、1995年5月16日 - ）は、日本の子役俳優である。N.A.C所属。

## 出演

### テレビドラマ
- 大河ドラマ 北条時宗（2001年、NHK） - 惟康親王役
- おみやさん 第3話（テレビ朝日、2002年5月23日） - 稔（10歳）役
- ドラマ30 ドレミソラ（2002年7月29日 - 9月27日、毎日放送） - 神田潤役
- 水戸黄門 第32部 第12話（2003年11月3日、TBS） - 隼人役
- 子連れ狼 第2部（2003年11月17日、テレビ朝日）
- 月曜ドラマシリーズ 恋する京都（2004年2月16日 - 3月15日、NHK総合テレビ） - 中井秀輝役
- 剣客商売スペシャル（2004年5月1日、フジテレビ） - 市太郎役
- 忠臣蔵（2004年10月18日 - 12月13日、テレビ朝日） - 大石吉千代役
- 木曜劇場 大奥〜第一章〜 第3話（2004年10月21日、フジテレビ） - 稲葉正利役
- 土曜ワイド劇場
  - ラーメン刑事「龍」の殺人推理5 ラーメン刑事VS讃岐うどん（2005年3月19日、テレビ朝日） - 光太
  - 山岳刑事道原伝吉（2005年9月30日、テレビ朝日） - 道原伝吉（小学生）役
- 教育ドラマ 河端進少年物語 - 主演
- ドラマ30 こどもの事情（2007年7月2日 - 8月31日、TBS） - 小田雅敏 役
- 連続テレビ小説 ちりとてちん（2007年10月、NHK） - 和田友春（少年） 役

### バラエティ
- なにわ人情コメディ 横丁へよ〜こちょ!（ABCテレビ）
  - 第18話 こだまの息子役
  - 第26話 あき恵の息子役
  - 第46話 靖子の息子役

### 舞台
- 森進一特別公演（梅田コマ劇場、2001年1月） - 吾一役
- 松平健特別公演（梅田コマ劇場、2002年11月） - 春吉役

### 映画
- 本日またまた休診なり - 次郎 役
- 森の学校 - 河合速雄 役
- 壬生義士伝 - 斉藤の孫 役
- 教育映画 私の好きなまち - 今井寛太 役
- あずみ（2003年5月10日） - ひゅうが（幼少） 役
- 日韓合作映画 風のファイター - 智也 役
- 心の絆 - 大澤海斗 役

### ラジオドラマ
- 時のない暗闇（NHK FMシアター） - 昇 役

### テレビコマーシャル
- タカキベーカリー
- 近畿地区信用金庫協会
- 株算団体連合会
- 興人
- ヤンマー
- アース製薬 アースの奇跡
- JR西日本 ひかりレールスター
- MAZDAデミオ
- 関西電力
- JR東海
- 京都市政スポット